# Fumiko Kono
Fumiko Kono est une cuisinière japonaise, née le 25 août 1969 à Tokyo ; elle réalise une carrière internationale.

## Parcours
Née en 1969 à Tokyo, elle se rend à Paris pour des cours à la Sorbonne après avoir obtenu au Japon un diplôme universitaire de littérature anglaise. Ayant découvert à cette occasion la gastronomie française, elle revient en France en 1995 pour une formation à l'institut d'arts culinaires et de management hôtelier Le Cordon Bleu. 
Elle est ensuite stagiaire chez Alain Passard en 1997, où elle devient second de cuisine,. Elle retourne au Japon en 2001, y entame une carrière consacrée à la création culinaire, puis revient en France. 
Elle a innové et a été chef de cuisine notamment chez Fauchon (en 2005), ou Pierre Hermé. Elle réalise à sa manière une symbiose entre la cuisine japonaise et la cuisine française. Elle a aussi enseigné et écrit plusieurs ouvrages (de cuisine). Un de ses ouvrages, La Cuisine de Fumiko, publié en 2009, a reçu le grand prix Eugénie-Brazier et les Gourmand World Cookbook Awards,.

## Exemple de plats
On peut citer parmi ses plats :
- Millefeuille de Saint-Jacques et de kiwis[5]
- Spaghettini aux œufs de cabillaud pimentés[5]
- Mini-madeleines à la châtaigne et aux truffes[5]
- et de nombreuses autres recettes.

## Ouvrages
- La Cuisine de Fumiko, Albin Michel, 2009,  (ISBN 9782226187680)